# 日本アミューズメントマシン協会
一般社団法人日本アミューズメントマシン協会（にっぽんアミューズメントマシンきょうかい、英: JAPAN AMUSEMENT MACHINE AND MARKETING ASSOCIATION）は、かつて存在した日本の業務用遊戯機械などを製造・販売する企業並びにゲームセンターなど遊技場や遊戯施設を運営する企業の業界団体。略称はJAMMA。住所は東京都千代田区九段南。会長は里見治。

## 概要

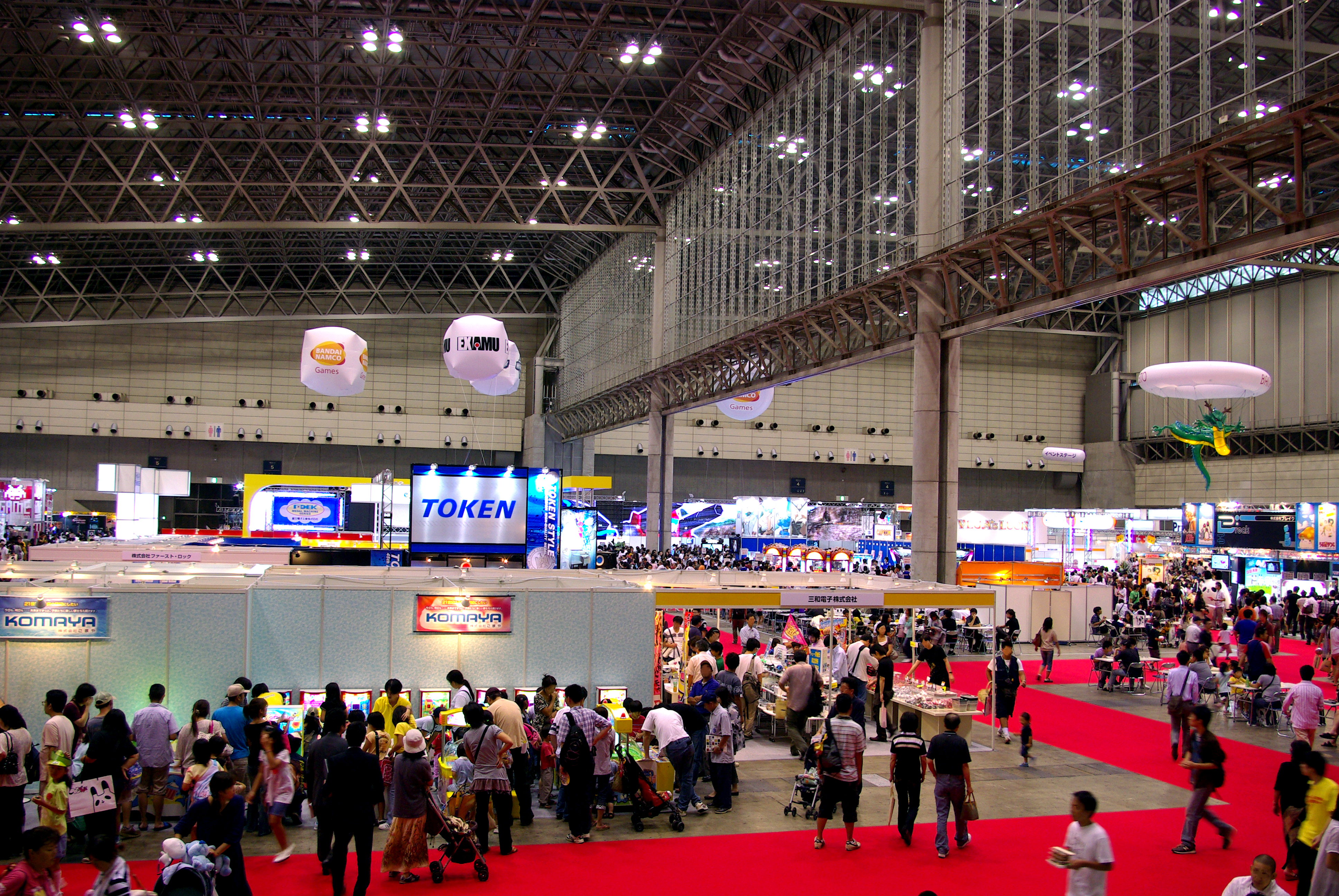
第46回AMショー会場風景

1981年1月任意団体「日本アミューズメントマシン工業協会（英: JAPAN AMUSEMENT MACHINERY MANUFACTURERS ASSOCIATION）」として発足し、1989年6月に社団法人となった。2012年4月、日本SC遊園協会（NSA）および全日本遊園施設協会（JAPEA）と統合し、一般社団法人に移行、名称を「日本アミューズメントマシン協会」に改める。
AMマシン事業部、SC施設事業部、遊園施設事業部の3事業部からなり、主要アーケードゲームメーカー、主要エレメカメーカーなどが加盟している。主な活動内容は、アーケードゲームの規格標準化や自主規制規準の制定および運用、違法コピーの監視、国内外の関係諸団体や官公庁との連携、ジャパンアミューズメントエキスポ（JAEPO）の運営、機関紙の発行などである。
2006年4月より経済産業省の指導で映倫、ビデ倫、ソフ倫、CESA、CEROと共に、映像コンテンツ倫理連絡会議（仮称）で審査基準・表示の一本化を協議することが決定している。
2018年4月1日、全日本アミューズメント施設営業者協会連合会と合併し、日本アミューズメント産業協会に名称を変更した。

## JAMMA規格
オペレーター側の不便の解消および機器の安全な運用のために、JAMMAはアミューズメント機器に対して標準化規格やガイドラインを設けている。
JAMMAとJVS
JAMMAによって制定された規格の代表的なものは、アーケードゲーム基板と筐体などを接続するコネクターである。これは1986年に制定され、以降に発売された基板や筐体はJAMMA規格およびそれを拡張したインターフェースで接続がされるようになっている。「JAMMA接続」と言った場合は通常こちらの規格を指す。下記JVS制定後は「旧JAMMA」や、JAMMA Standardの略で「JS」などとも呼称される。
1997年にはゲーム内容と基板の多様化・多機能化に対応するべく、スイッチ入力の増加、オーディオステレオ出力、通信などに対応した新たな規格が制定された。これは「新JAMMA」や、JAMMA Video Standardの略で「JVS」と呼称されている。

## 会員企業
| 社名                               | AMマシン事業部 | SC施設事業部 | 遊園施設事業部 |
| ---------------------------------- | -------------- | ------------ | -------------- |
| アムジー                           | 正会員         | 賛助会員     |                |
| アルタ                             | 正会員         |              |                |
| エイコー                           | 正会員         | 賛助会員     |                |
| エイティング                       | 正会員         |              |                |
| エンハート                         | 正会員         |              |                |
| オーシャンエンタープライズ         | 正会員         |              |                |
| 岡崎産業                           | 正会員         |              |                |
| 加賀アミューズメント               | 正会員         | 賛助会員     |                |
| カプコン                           | 正会員         | 正会員       |                |
| 北日本通信工業                     | 正会員         |              |                |
| コーエーテクモウェーブ             | 正会員         | 正会員       |                |
| コナミアミューズメント             | 正会員         |              |                |
| サーバシステム                     | 正会員         |              |                |
| サミー                             | 正会員         |              |                |
| ジー・ピー・エー・コーポレーション | 正会員         |              |                |
| システムサービス                   | 正会員         | 賛助会員     |                |
| 昭和技研                           | 正会員         |              |                |
| セガ・インタラクティブ             | 正会員         |              |                |
| セガ・ロジスティクスサービス       | 正会員         |              |                |
| タイトー                           | 正会員         | 正会員       |                |
| 太陽自動機                         | 正会員         |              |                |
| タカラトミーアーツ                 | 正会員         |              |                |
| 辰巳電子工業                       | 正会員         |              |                |
| データ・アート                     | 正会員         |              |                |
| 東プロ                             | 正会員         |              |                |
| バンダイナムコエンターテインメント | 正会員         |              |                |
| バンプレスト                       | 正会員         | 賛助会員     |                |
| 光新星                             | 正会員         | 賛助会員     |                |
| 富士電子工業                       | 正会員         |              |                |
| フリュー                           | 正会員         |              |                |
| ブレイク                           | 正会員         | 賛助会員     |                |
| ホープ・アミューズメント           | 正会員         | 正会員       |                |
| マーベラス                         | 正会員         |              |                |
| マインズ                           | 正会員         | 賛助会員     |                |
| 三田商事                           | 正会員         |              |                |
| 友栄                               |                | 正会員       |                |
| ユウビス                           | 正会員         | 賛助会員     |                |
| ユンカース                         | 正会員         |              |                |
| アドアーズ                         |                | 正会員       |                |
| アミパラ                           |                | 正会員       |                |
| アムリード                         |                | 正会員       |                |
| イオンファンタジー                 |                | 正会員       |                |
| エイト・レジャー物産               |                | 正会員       |                |
| MG                                 |                | 正会員       |                |
| コバック                           |                | 正会員       |                |
| スイングアカオ                     |                | 正会員       |                |
| セガ エンタテインメント            |                | 正会員       |                |
| ソユー                             |                | 正会員       |                |
| 東海ランド                         |                | 正会員       |                |
| ナコス                             |                | 正会員       |                |
| ナムコ                             |                | 正会員       | 正会員         |
| 日本娯楽機                         |                | 正会員       |                |
| フジユーエン                       |                | 正会員       |                |
| プレジャーキャスト                 |                | 正会員       |                |
| プレビ                             |                | 正会員       |                |
| プロバックス                       |                | 正会員       |                |
| マルカ                             |                | 正会員       |                |
| ユーズ                             |                | 正会員       |                |
| ワイドレジャー                     |                | 正会員       |                |
| 朝日科学模型遊園                   |                |              | 正会員         |
| 岡本製作所                         |                |              | 正会員         |
| 久竹娯楽                           |                |              | 正会員         |
| コミヤスポーツセンター             |                |              | 正会員         |
| 佐伯工業                           |                |              | 正会員         |
| サノヤス・ライド                   |                |              | 正会員         |
| 三精テクノロジーズ                 |                |              | 正会員         |
| シーキュー・アメニック             |                |              | 正会員         |
| 静岡パブリック・リレイション       |                |              | 正会員         |
| セガ・ライブクリエイション         |                |              | 正会員         |
| 泉陽興業                           |                |              | 正会員         |
| 日輝商会                           |                |              | 正会員         |
| 日本科学遊園                       |                |              | 正会員         |
| 花やしき                           |                |              | 正会員         |
| 豊永産業                           |                |              | 正会員         |
| ミゼッティ工業                     |                |              | 正会員         |

## かつての会員企業

### 正会員
グループ内での合併や事業移管による退会
- インデックス - セガ（後のセガ・インタラクティブ）へアーケードマシン事業を移管したため退会
- ファンフィールド - イオンファンタジーに吸収合併されたため退会

その他の理由による退会
- エイブルコーポレーション
- エー・アイ・アール
- エーツーレジャー - 未上場、遊園地や遊技場などの娯楽施設・乗り物の企画制作および管理運営。名古屋市中区
- エクサム
- ガッチャ
- ケイブ - アーケードゲーム事業撤退により退会
- こまや - 2015年12月に経営破綻したため退会
- 三共
- サンマック
- 芝通商
- スクラッチ
- 総商
- タニガワ
- テクノトップ
- ドリームインフィニティ
- 日本物産 - 脱衣麻雀ゲームの内容を巡って、JAMMAと対立し退会[6]
- 任天堂 - アーケードゲーム事業撤退により退会
- バーリーサービス
- メルシーサービス
- ユウアイ
- UCO
- ライト

### 新聞・業界紙など
- “ゲームマシン 420号”.   アミューズメントプレス (1992年2月15日). 2020年3月11日閲覧。
  - 「麻雀ゲームの審査に不満を示した日本物産の退会で議論」、3ページ